# CBSドメイン
CBSドメイン（英: CBS domain）は、細菌からヒトまですべての生物種でさまざまなタンパク質に存在するタンパク質ドメインである。CBSドメインは1997年に保存配列領域として初めて同定され、その名称はこのドメインを持つタンパク質の1つである、シスタチオニン-β-シンターゼに由来する。CBSドメインは他にもイノシン一リン酸デヒドロゲナーゼ（IMPDH）、電位依存性塩素チャネルやAMP活性化プロテインキナーゼ（AMPK）など、幅広いタンパク質に存在する。CBSドメインは、AMPやATP、S-アデノシルメチオニンなど、アデノシル基を持つ分子の結合に応答して酵素や輸送体の活性を調節する。

## 構造
CBSドメインはβ-α-β-β-αの二次構造パターンで構成され、3本の逆並行βシートの片側に2本のαヘリックスが位置する、球状の三次構造へと折りたたまれる。CBSドメインはタンパク質配列中で常にペアで存在し、こうしたドメインのペアはβシートを介して強固な擬二量体を形成しており、CBSペアまたはBatemanドメインと呼ばれる。CBSドメインペアはhead-to-head型（PDB:  3KPC、1PVM、2OOX）またはhead-to-tail型（PDB: 1O50、1PBJ）で結合することで円盤状のコンパクトな構造を形成し、典型的なリガンド結合領域となる溝が形成される。原則として典型的結合部位の数は分子内のCBSドメインの数と一致し、CBSドメインの並び順と同じナンバリングが伝統的になされている。CBSドメインはヌクレオチドのリボースと相互作用する保存されたアスパラギン酸残基を持つが、こうした溝がすべてヌクレオチドの結合などの機能を持つわけではない。また、Methanocaldococcus jannaschiiのMJ1225タンパク質では非典型的AMP結合部位も記載されているものの、その機能は今のところ不明である。

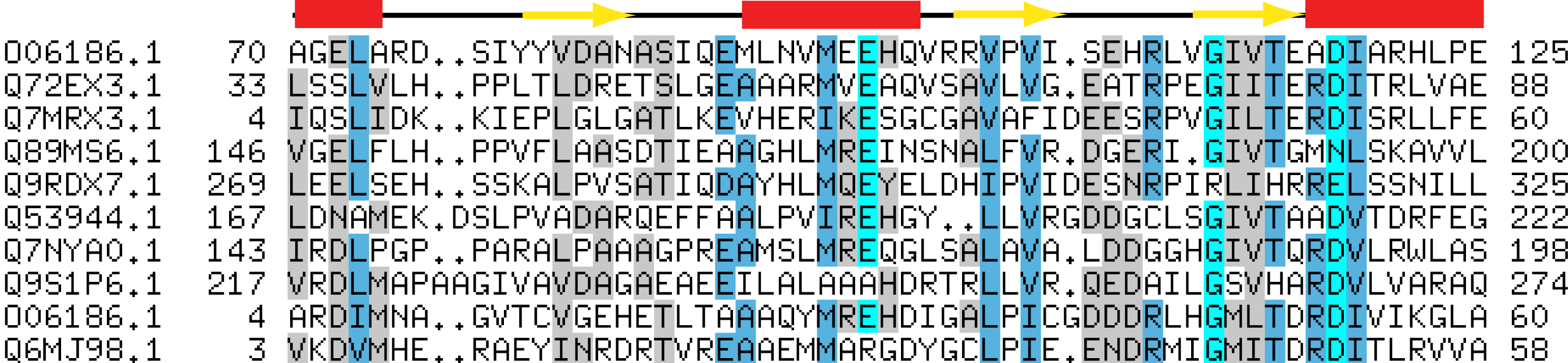
CBSドメインのアミノ酸配列のマルチプルアラインメント。二次構造がその上に示されている。赤い長方形はαヘリックス、黄色の矢印はβストランドを表している。

## リガンドの結合
CBSドメインはAMPやATP、S-アデノシルメチオニンなどの分子のアデノシル基に結合することが示されているが、Mg2+などの金属イオンも結合する可能性がある。こうしたさまざまなリガンドの結合に伴って、CBSドメインは関係する酵素ドメインの活性を調節する。その分子機構の解明はまだ始まったばかりである。現時点では、2つの異なる機構が提唱されている。1つの機構では、リガンドのヌクレオチド部分はタンパク質構造に対して本質的に何の変化も誘導せず、結合部位の静電ポテンシャルの変化がアデノシンヌクレオチドの結合の最も重要な性質であるとされる。この「静的な」応答は、電荷による調節が有利な過程に関与しているとされる。対照的に、2つ目の「動的な」機構は、リガンドに結合に伴うタンパク質構造の劇的なコンフォメーション変化を伴う。こうした例は、Thermus thermophilusのMg2+トランスポーターMgtEの細胞質ドメイン、M. jannaschiiの機能未知タンパク質MJ0100、Clostridium perfringensのピロホスファターゼの調節領域で報告されている。

## 関係するドメイン
CBSドメインは、他のドメインも持つタンパク質に存在することが多い。こうしたドメインは通常、酵素活性を持つものであったり、膜輸送体やDNA結合ドメインであったりする。しかし、CBSドメインのみを持つタンパク質も、特に原核生物に多く存在する。こうしたCBSドメインのみを持つタンパク質は、キナーゼなど他のタンパク質と結合して複合体を形成し、相互作用して調節を行っている可能性がある。

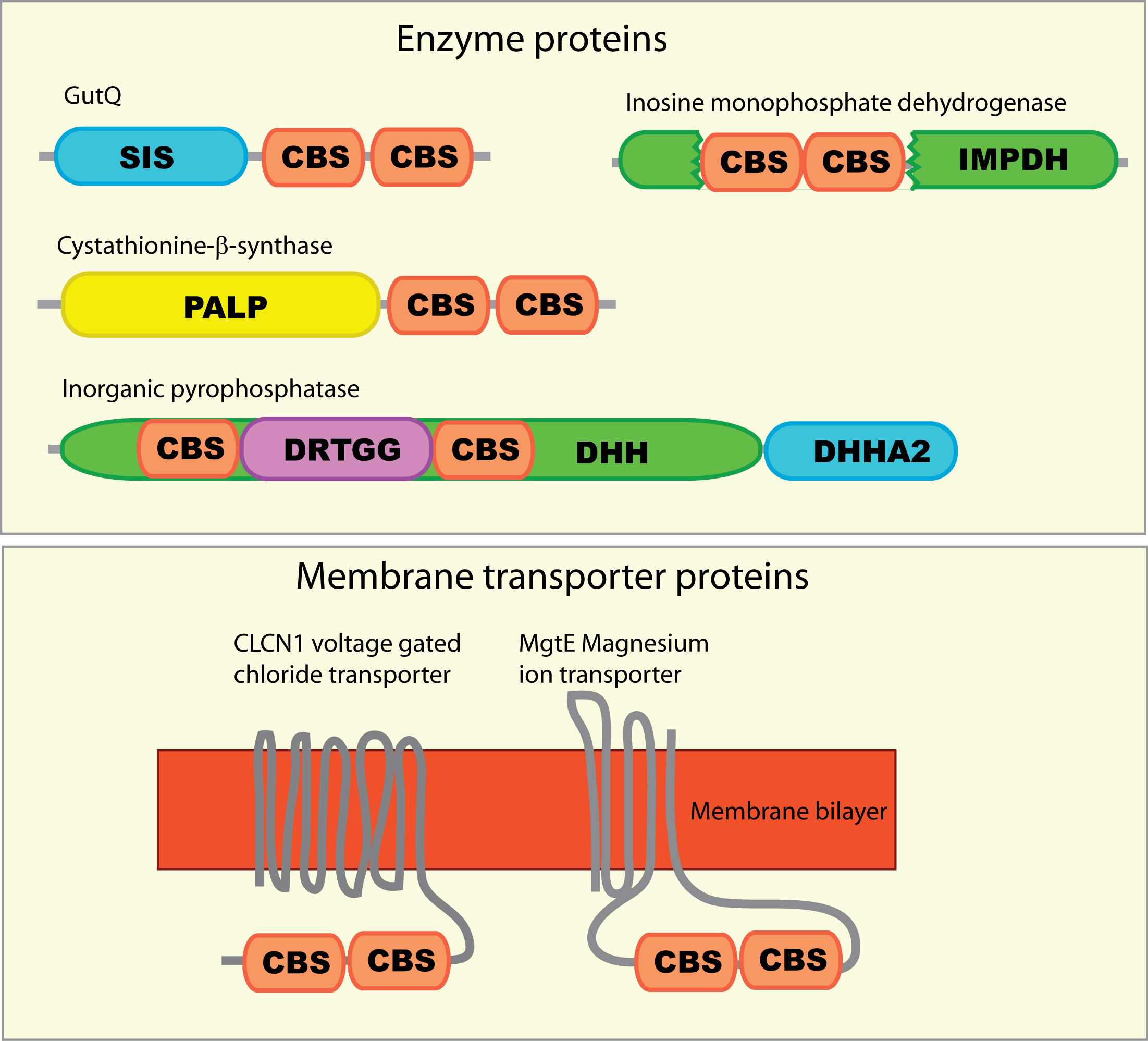
CBSドメインと関係するタンパク質ドメインの例

## 疾患の原因となる変異
ヒトのCBSドメイン含有タンパク質の一部の変異は遺伝疾患の原因となる。例えば、シスタチオニン-β-シンターゼの変異はホモシスチン尿症（OMIM: 236200）と呼ばれる遺伝性代謝疾患の原因となる。AMPKのγサブユニットの変異はウォルフ・パーキンソン・ホワイト症候群を伴う家族性肥大型心筋症（OMIM: 600858）の原因となることが示されている。IMPDHのCBSドメインの変異は網膜色素変性症（OMIM: 180105）と呼ばれる目の疾患の原因となる。
ヒトには多数の電位依存性塩素チャネルの遺伝子が存在し、それらのいくつかのCBSドメインの変異が遺伝疾患の原因として同定されている。CLCN1の変異は筋強直症候群（OMIM: 160800）、CLCN2の変異は特発性全般てんかん（OMIM: 600699）、CLCN5の変異はデント病（OMIM: 300009）、CLCN7の変異は大理石骨病（OMIM: 259700）、CLCNKBの変異はバーター症候群（OMIM: 241200）のそれぞれ原因となる。